# Харківська гуманітарно-педагогічна академія
Харківська гуманітарно-педагогічна академія — комунальний вищий навчальний заклад ІІІ рівня акредитації, розташований у Харкові.

## Історія
1920 р. рішенням Ради Народних Комісарів УРСР у Харкові було відкрито професійно-педагогічну школу. 1921 р. її було перейменовано на педагогічні курси імені Г. С. Сковороди.
1925 р. курси були реорганізовані в педагогічний технікум. 1937 р. педагогічний технікум перейменовано на педагогічне училище. 1957 р. було відкрито музично-педагогічне відділення.

Емблема Харківського гуманітарно-педагогічного інституту (2004—2011)

У 70-80-ті роки ХХ ст. на трьох відділеннях — шкільному, дошкільному, музично-педагогічному — здобували освіту 2000 учнів, а навчали їх 215 викладачів.
1993 р. рішенням колегії Міністерства освіти України від 26 травня року училищу надано статус педагогічного коледжу — вищого навчального закладу ІІ рівня акредитації, а з жовтня 2004 р. коледж реорганізовано у вищий навчальний заклад ІІІ рівня акредитації — гуманітарно-педагогічний інститут, у структурі якого залишився педагогічний коледж.
У 2011 році інститут здобув статус академії (Харківська гуманітарно-педагогічна академія).

## Структура, спеціальності
У складі академії працюють 4 факультети (дошкільної і спеціальної освіти та історії; психолого-педагогічний; соціально-педагогічних наук та іноземної філології; фізичного виховання та музичного мистецтва), 17 кафедр. Ведеться підготовка фахівців із 14 спеціальностей, 15 спеціалізацій за денною та заочною формами навчання. Невідокремленим структурним підрозділом академії є Харківській коледж.
Спеціальності:
- початкова освіта;
- дошкільна освіта;
- Середня освіта (Музичне мистецтво);
- Середня освіта (Мова і література (англійська));
- Середня освіта (Фізична культура);
- Середня освіта (Інформатика);
- соціальна робота;
- спеціальна освіта;
- фізична культура і спорт;
- культурологія;
- філологія;
- психологія;
- історія та археологія;
- менеджмент.

## Керівництво
Пономарьова Галина Федорівна — ректор Харківської гуманітарно-педагогічної академії. Доктор педагогічних наук, професор, заслужений працівник народної освіти України, академік Міжнародної академії наук педагогічної освіти, академік Національної академії проблем людини. Автор монографії, 36 навчально-методичних і наукових праць. Кавалер ордена княгині Ольги III і ІІ ступенів. Лауреат конкурсу «Ділова жінка України».

## Факультети
1. Дошкільної і спеціальної освіти та історії
Декан факультету — Шапаренко Христина Андріївна — кандидат педагогічних наук, доцент.
Підготовка студентів ведеться за спеціальностями: — 012 «Дошкільна освіта», 016 «Спеціальна освіта», 032 «Історія та археологія».
Термін навчання — 3 роки 9 місяців — на основі базової загальної середньої освіти; 3 роки 9 місяців на основі повної загальної середньої освіти; 1 рік 9 місяців на базі освітньо-кваліфікаційного рівня «молодший спеціаліст» та 1 рік 4 місяці на основі базової або вищої освіти.
Підготовку зі спеціальних дисциплін забезпечують кафедри: теорії та методики дошкільної освіти (завідувач кафедри — доктор педагогічних наук, професор М. В. Роганова), корекційної освіти та спеціальної психології (завідувач кафедри — доктор психологічних наук, доцент О. І. Проскурняк), соціально-економічних дисциплін (завідувач кафедри — доктор філософських наук, доцент Г. І. Фінін).
Усі випускники факультету мають можливість працювати вихователями дошкільних навчальних закладів, керівниками гуртків образотворчої діяльності, вихователями логопедичних груп, організаторами фізичного виховання. Матеріальна база: лекційні аудиторії із сучасним устаткуванням.
Студенти факультету беруть участь і перемагають у всеукраїнських, міжнародних, регіональних олімпіадах та конкурсах.
2. Психолого-педагогічний
Декан факультету — Бабакіна Оксана Олексіївна — кандидат педагогічних наук, доцент
Заступник декана — Четаєва Людмила Петрівна.
На факультеті здійснюється підготовка фахівців за спеціальністю 013 Початкова освіта за ступеневою системою освіти. Чинні навчальні плани та програми навчальних дисциплін забезпечують підготовку:
- у коледжі — фахівців за спеціальністю 013 Початкова освіта освітньо-кваліфікаційного рівня «молодший спеціаліст», кваліфікація фахівців: вчитель початкових класів з однією із додаткових кваліфікацій. Термін навчання: 3 роки 9 місяців на основі базової загальної середньої освіти;
- в академії — фахівців за спеціальністю 013 Початкова освіта освітнього ступеня «бакалавр», кваліфікація фахівців: вчитель початкової школи, фахівців за спеціальністю 014 Середня освіта (Мова і література (англійська)), 035 Філологія, 053 Психологія. Термін навчання: 3 роки 9 місяців на базі повної загальної середньої освіти; 073 Менеджмент — термін навчання 1 рік 4 місяці.
- бакалаврів на старші курси на базі освітньо-кваліфікаційного рівня молодшого спеціаліста (за умови відповідного напряму підготовки) — термін навчання 1 рік 9 місяців;
- магістрів на старші курси на базі освітньо-кваліфікаційного рівня спеціаліста та освітнього ступеня бакалавра.
Додаткові кваліфікації:
• керівник гуртка інформатики;
• керівник гуртка образотворчого мистецтва;
• учитель англійської мови в початкових класах;
• керівник дитячого хореографічного колективу.
Навчальний процес на факультеті забезпечують чотири кафедри: кафедра педагогіки та психології та менеджменту, кафедра природничих дисциплін, кафедра культурологічних дисциплін та образотворчого мистецтва, кафедра української лінгвістики, літератури та методики навчання.
Сфера діяльності випускників. Випускники факультету працюють учителями в навчальних закладах освіти різних типів. Згідно з додатковою кваліфікацією випускники мають право викладати англійську мову, вести гуртки інформатики та образотворчого мистецтва, керувати дитячими хореографічними колективами.
Матеріальна база. Навчальні кабінети з сучасним устаткуванням, аудиторії для індивідуальних занять музикою, комп'ютерні класи, які об'єднані в локальну мережу і мають вихід в Інтернет, спортивну та тренажерні зали, зали для занять ритмікою.
Позааудиторна діяльність студентів. Педагогічний колектив факультету виступає ініціатором і організатором різних виховних заходів. Серед них особливою популярністю користуються: «Міс факультету», конкурс художньої самодіяльності «Наші таланти», «Дебют», «Свято закоханих сердець», конкурс педагогічної майстерності, фото виставки. Студенти факультету є переможцями і дипломантами етапів Міжнародного конкурсу імені Петра Яцика, переможцями Всеукраїнського конкурсу наукових студентських робіт, Всеукраїнських Інтернет — проектів у рамках міжнародних програм.
3. Соціально-педагогічних наук та іноземної філології
Декан факультету — Отрошко Тамара В'ячеславівна — кандидат педагогічних наук, доцент
Спеціальності, з яких ведеться підготовка:
014 Середня освіта (Інформатика);
014 Середня освіта (Мова і література (Англійська))
231 Соціальна робота;
Соціальна педагогіка.
Термін навчання — 3 роки 9 місяців.
Підготовка зі спеціальних дисциплін забезпечується кафедрами: математики та фізики, інформатики, соціальної роботи та соціальної педагогіки, іноземної філології.
Заняття ведуть високоваліфіковані викладачі.
Сфера діяльності випускників. Усі випускники факультету мають можливість працювати вчителями у загальноосвітніх навчальних закладах усіх типів, соціальними педагогами в тих установах, де є така посада.
Позааудиторна діяльність студентів. На факультеті є танцювальні колективи, спортивні секції. Студенти факультету беруть участь в олімпіадах і конкурсах
4. Фізичного виховання та мистецтв
Декан факультету — Андрєєв Микола Васильович — кандидат педагогічних наук, доцент
На факультеті здійснюється підготовка фахівців за спеціальностями:
014 Середня освіта (Фізична культура);
014 Середня освіта (Музичне мистецтво);
017 Фізична культура і спорт;
034 Культурологія.
Підготовку за спеціальними дисциплінами забезпечують кафедри: фортепіано (завідувач кафедри — кандидат мистецтвознавства, доцент Цуранова О. О.), музично-інструментальної підготовки вчителя (завідувач кафедри — кандидат мистецтвознавства, доцент Александрова О. О.), вокально-хорової підготовки вчителя (завідувач кафедри — кандидат мистецтвознавства, доцент Халєєва О. В.); теорії та методики фізичного виховання (завідувач кафедри — кандидат педагогічних наук, професор Приходько І. І.), спортивно-педагогічних та біологічних дисціплін (завідувач кафедри — кандидат педагогічних наук, професор Мудрик В. І.), фізичного виховання (завідувач кафедри — кандидат педагогічних наук, доцент Школа О. М.), культурологічних дисциплін та образотворчого мистецтва ( завідувач кафедри — кандидат мистецтвознавства, доцент Нікуленко С. І.).
```
Позааудиторна діяльність студентів.  На факультеті працюють наукові студентські гуртки, театральний гурток, хорові та танцювальні колективи, інструментальні, вокально-інструментальні ансамблі, народний вокальний колектив «Дівочі співаночки». Студенти факультету беруть участь і перемагають у всеукраїнських, міжнародних олімпіадах, конкурсах, фестивалях.
```

Сфера діяльності випускників: усі випускники факультету мають можливість працювати вчителями фізичної культури у загальноосвітніх навчальних закладах усіх типів, тренерами зі спорту в дитячо-юнацьких спортивних школах, інструкторами фізичної культури в дошкільних навчальних закладах та вчителями музичного мистецтва.
```
Навчально-матеріальна база: лекційні аудиторії із сучасним устаткуванням, комп’ютерні класи, спортивні і тренажерні зали, гімнастичні зали та зали ритміки, майданчики для ігор з баскетболу, волейболу, футболу, гандболу, достатня кількість спортивного обладнання та інвентарю.
```

Позааудиторна діяльність студентів: на факультеті є танцювальні колективи, працює 13 спортивних секцій. Студенти факультету беруть участь в олімпіадах і конкурсах, спортивних змаганнях з різних видів спорту, чемпіонатах Світу, Європи, України тощо.

## Відомі випускники
За час існування навчальний заклад випустив понад 75 тис. фахівців, 98 % випускників працюють в установах освіти Харківської області.

## Бібліотека[1]
Бібліотека — важливий структурний підрозділ, який інформаційно забезпечує освітній процес в академії, розпочала свою діяльність 1925 року.
Директор бібліотеки — Самойлова Світлана Борисівна
Головним завданням бібліотеки є:
- формування галузевих інформаційних ресурсів;
- інформаційно-бібліографічне обслуговування користувачів інформації.
Структура бібліотеки:
- відділ комплектування та обліку документів; — інформаційно-бібліографічний відділ; — відділ обслуговування та збереження фонду з сектором;
Усі підрозділи обслуговують — 6829 читачів. Кількість читачів за єдиним обліком — 3010 осіб, з них студентів –2650.
Фонд нараховує понад 175 тис. примірників: — посібники та підручники; — художня література; — періодичні видання; — довідкова література; — науково-методична література; — методичне забезпечення — це інформація, яку підготували для студентів викладачі в електронному вигляді (лекції, практичні заняття, лабораторні та самостійні роботи). Широко представлені праці вчених академії — підручники, посібники, методичні розробки, монографії, довідники, матеріали наукових конференцій.
Культурно-виховні заходи, в тому числі і книжково-ілюстровані виставки (понад 17 щорічно), які організовує бібліотека, направлені на популяризацію літератури, висвітлення історичного розвитку України, її культури. Великою популярністю користуються організовані бібліотекою "Дні інформації, «Дні кафедри». Бібліотека бере участь у культурно-художніх заходах, що проводяться в академії.
У бібліотеці функціонує автоматизована інформаційна бібліотечна система — «УФД/Бібліотека», яка дала змогу автоматизувати більшість бібліотечних процесів.